# فريدريك ستيفان
فريدريك ستيفان (بالإنجليزية: Friedrich Stephan)‏ هو عالم أعصاب أمريكي، ولد في 1941.